# La casta Susana (película de 1944)
La casta Susana es una película argentina dirigida por Benito Perojo según guion de Juan Carlos Muello sobre la obra teatral Le fils à Papa de Maurice Desvallières y Antony Mars que se estrenó el 11 de octubre de 1944 y que tuvo como protagonistas a Mirtha Legrand, Juan Carlos Thorry, Alberto Bello y Héctor Calcaño. Elsa Marval dobló a Mirtha Legrand en las canciones.

## Sinopsis
Recibe un premio a la virtud la joven esposa de un oficial que, en realidad, tiene varios amantes.

## Reparto
Actuaron en el filme los siguientes intérpretes:
- Alberto Bello
- Héctor Calcaño ... Barón Conrado des Aubrais
- Tito Climent ... Pierre des Aubrais
- Homero Cárpena ... Alix (maitre)
- Francisco Pablo Donadío ... Presidente de la Legión de Honor
- Mirtha Legrand ... Susana de Pomarell
- Mario Mario
- Raimundo Pastore ... Cap. Pablo Pomarell
- María Santos ... Doña Delfina
- Tilda Thamar ... Rosita
- Juan Carlos Thorry ... René
- Nelly Roberton ... Jackeline des Aubrais
- Celia Geraldy

## Comentarios
El diario La Nación dijo en su crónica que era “un espectáculo ameno, vistoso, de señalada calidad en todo lo que revela la presencia del director” y para Calki se trataba de una “excelente versión local de una opereta”.